# 모라비아의 기독교화

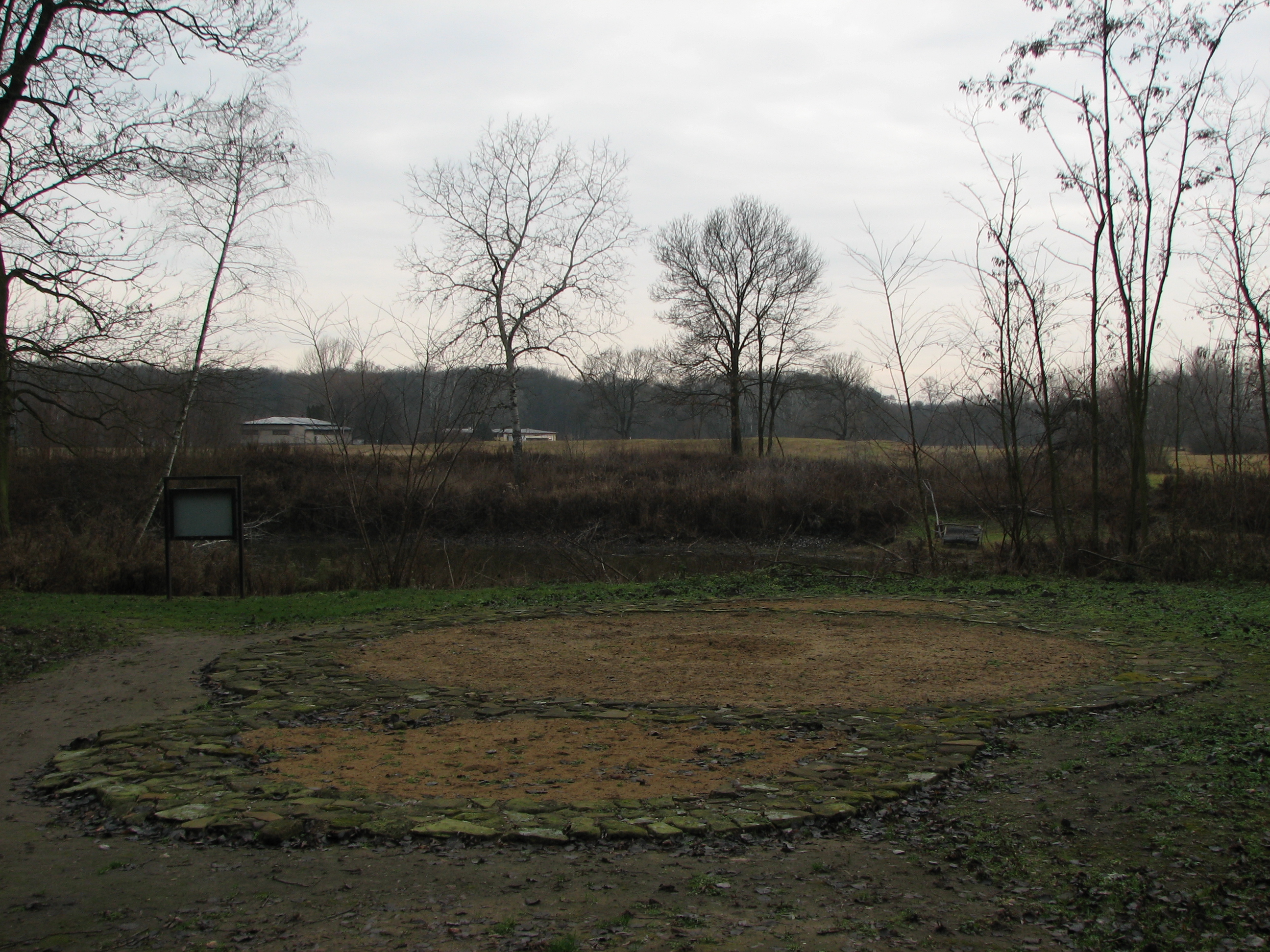
대모라비아 시대의 미쿨치체-발리 유적지에 있는 교회 유적이다.

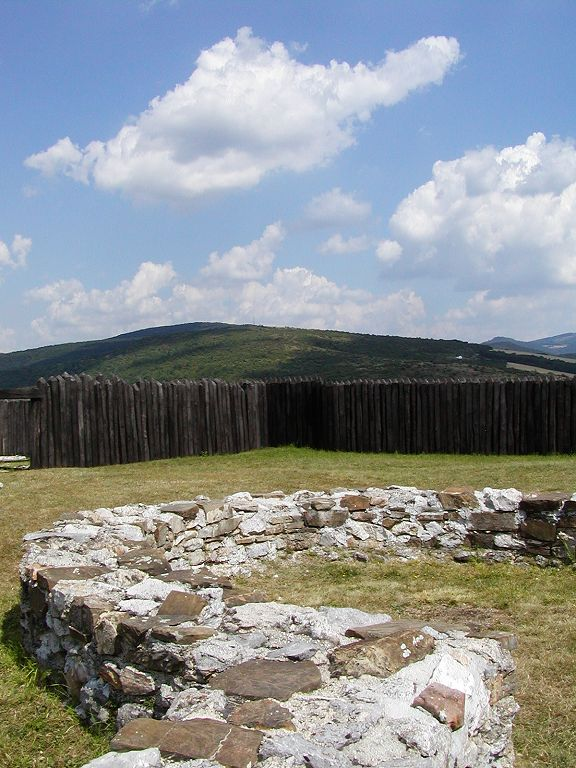
슬로바키아 두초베의 대모라비아 요새 유적

모라비아의 기독교화는 중세 모라비아(대모라비아) 지역에 기독교가 전파된 것을 지칭한다.

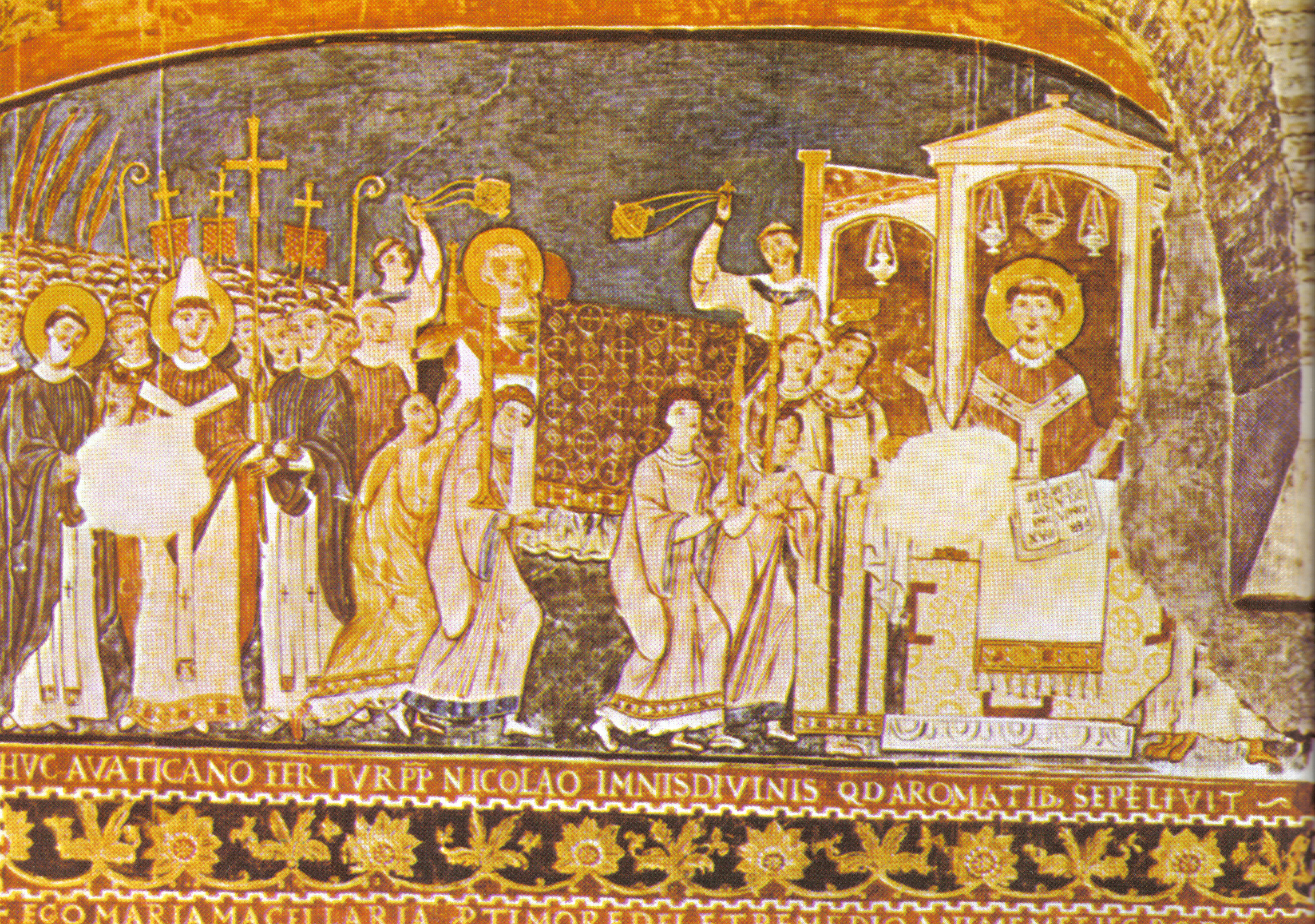
로마의 콘스탄티노스와 메토디오스

현대 역사학자들이 대모라비아라고 부르는 것은 830년경부터 10세기 초까지 중부 유럽에 존재했던 슬라브족의 국가였다. 대모라비아의 영토는 원래 8세기 초반과 산발적으로 일찍부터 이탈리아와 달마티아에 있는 프랑크 제국이나 동로마인의 월경지에서 온 선교사들에 의해 전도되었다. 파사우 교구는 모라비아에 교회건물을 세우는 일을 맡았다. 문헌 자료로 알려진 서부와 동부 슬라브의 최초의 기독교 교회는 828년에 니트라 공국의 통치자이자 군주인 프리비나에 의해 지어졌고, 비록 그 자신은 아직도 이교도이지만, 니트라바(오늘날 슬로바키아의 니트라)라고 불리는 그의 소유물이었다. 모이미르 1세라는 이름으로 알려진 최초의 모라비아 통치자는 831년 파사우의 주교 레긴하르에 의해 세례를 받았다. 모라비아 통치자들 사이의 내부 분쟁으로 인해 모히미르는 846년에 라스티슬라프에 의해 폐위되었다. 모히미르는 프랑크 가톨릭교회 신앙에 중심을 맞추었고, 라스티슬라프는 동로마 제국의 지원을 찾고 동방 정교회 신앙에 자신을 중심에 맞추었다.
엘리트들의 공식적인 지지에도 불구하고, 대모라비아 기독교는 852년까지 많은 이교도 요소들을 포함하고 있다고 묘사되었다. 모라비아의 기독교화의 주요한 이정표는 전통적으로 863년에 모라비아에 도착한 동로마 제국의 선교사 형제 성 키릴로스와 성 메토디오스의 영향으로 여겨진다. 키릴로스는 전례와 페리코프를 슬라브어로 번역했고(그들의 번역은 고대 교회 슬라브어의 기초가 되었다), 대중적인 슬라브 교회를 낳았으며, 외국인 독일 사제들과 라틴 전례로 이전에 어려움을 겪던 로마 가톨릭 선교를 빠르게 능가했다. 몇 년 후, 인근의 보헤미아 공국도 개종하여 867년에 통치자가 세례를 받았다. (모라비아의 기독교화는 한 세기 후에 기독교화된 폴란드에도 영향을 미쳤고, 모라비아 선교사들이 초기 전도사들 가운데 하나였다). 곧 라티슬라프는 독일과 콘스탄티노폴리스로부터 독립적인 교회를 설립하는 데 성공했고, 로마 성좌에 직접 종속되었다. 새로운 판노니아 교구가 출범하고 메토디우스가 초대 대주교가 되었다.
라티슬라프의 후임자인 스바토플루크 1세가 사망한 후, 모라비아는 대부분 이웃 국가들(독일, 보헤미아, 헝가리)로 분할되었으며 슬라브 교회는 쇠퇴하기 시작했고, 다른 지역에 더 잘 세워진 교회들로 대체되었다. 추방된 많은 슬라브 교회 성직자들은 불가리아로 피난을 갔고, 그들의 전통은 초기 불가리아 정교회에 통합되었다.

## 같이 보기
- 슬라브족의 기독교화